# Barclaya wellyi
Barclaya wellyi ist eine Pflanzenart aus der Gattung Barclaya innerhalb der Familie Seerosengewächse (Nymphaeaceae). Diese Wasserpflanze wurde 2022 erstbeschrieben und wurde bisher nur auf Sumatra gefunden.

## Beschreibung

### Vegetative Merkmale
Barclaya wellyi ist eine ausdauernde krautige Pflanze. Die behaarten Rhizome bildenden 2–5 cm langen und 1 cm breite Ausläufer.
Die 10 bis 15 Laubblätter sind in Blattstiel und -spreite gegliedert. Die Blattstiele sind 10–20 cm lang. Die einfache Blattspreite ist bei einer Länge von 6–10 cm sowie einer Breite von 6–10 cm herzförmig.

### Generative Merkmale
Die Blütenstiele sind 5–20 cm lang. Die nachtblühenden Blüten weisen einen Durchmesser von etwa 4 cm auf. Die äußeren Blütenhüllblätter sind 3 cm lang. Die vier inneren Blütenhüllblätter sind etwa 1,5 cm lang. Es sind Staminodien und 20 bis 30 fertile Staubblätter vorhanden. Der Narbenbecher hat etwa neun Fruchtblattanhängsel.
Die Frucht ist ellipsoid. Die dunkel-braunen Samen sind bei einer Länge von etwa 2 Millimetern ellipsoid und stachelig.

### Zytologie
Die diploide Chromosomenzahl beträgt 2n = 36.

## Ökologie
Es werden Ausläufer gebildet.

## Taxonomie
Das Typusexemplar wurde am 27. Mai 2021 von Suwidji Wongso auf Sumatra, Indonesien, gesammelt.
Die Erstbeschreibung von Barclaya wellyi erfolgte 2022 durch Suwidji Wongso, Isa Ipor und Niels Jacobsen. Das Artepitheton wellyi ehrt Welly Yansen.

## Lebensraum
Barclaya wellyi ist nur vom Typusfundort, einer alten Gummiplantage in der Nähe einer Ölpalmenplantage, bekannt. Der Lebensraum ist durch saure Gewässer mit Wassertemperaturen von 29 °C charakterisiert. Barclaya wellyi kommt sympatrisch mit Cryptocoryne minima Ridl. vor.

### Gefährdung
Anhand den IUCN-Kriterien wird Barclaya wellyi als Data Deficient (DD) eingestuft.